# Arctostaphylos auriculata
Arctostaphylos auriculata är en ljungväxtart som beskrevs av Alice Eastwood. Arctostaphylos auriculata ingår i släktet mjölonsläktet, och familjen ljungväxter. Inga underarter finns listade i Catalogue of Life.